# نظرية الأزمات

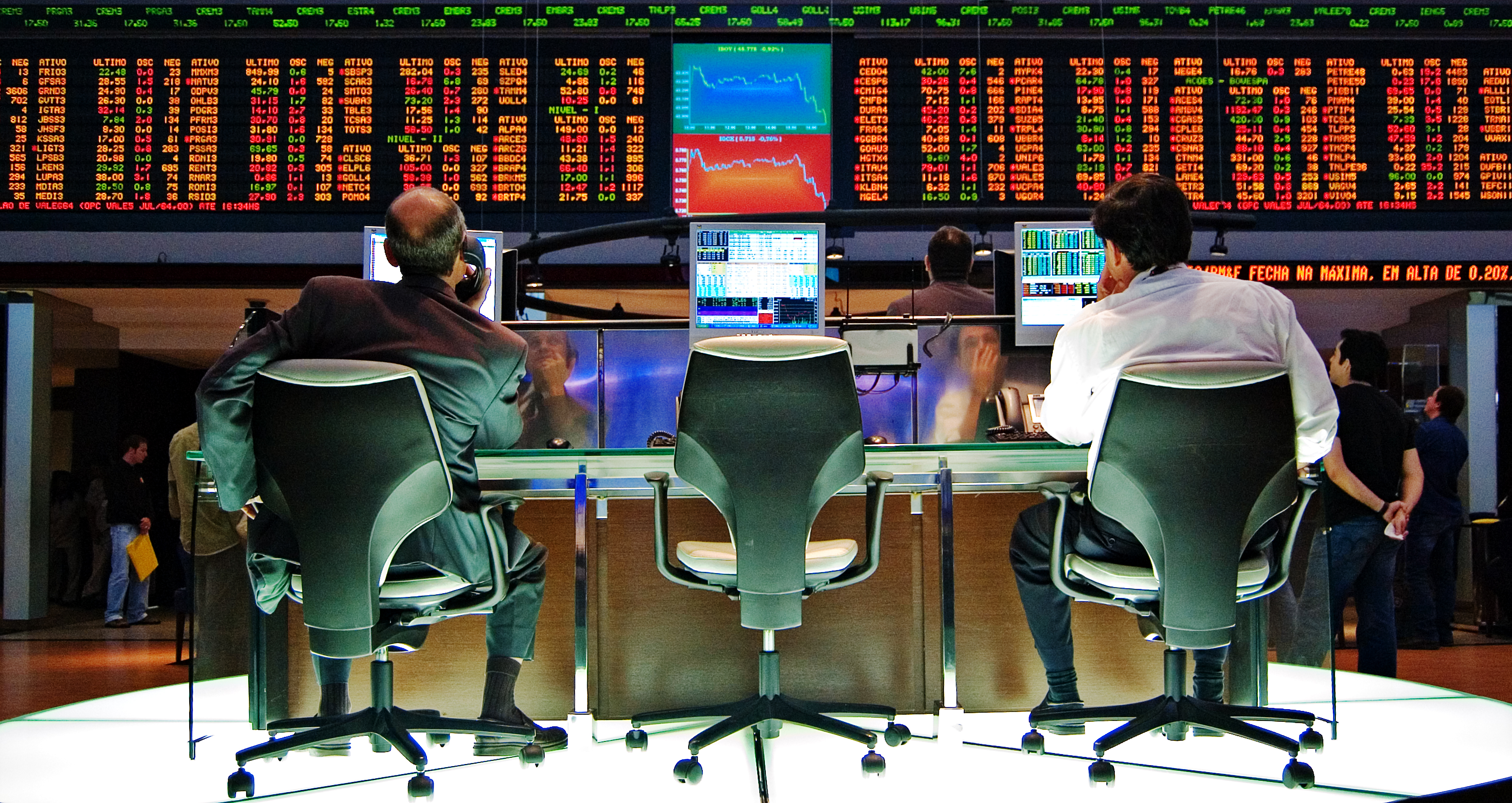

تشرح نظرية الأزمات أسباب وعواقب الميل إلى انخفاض معدل الربح في النظام الرأسمالي بشكل عام ضمن الاقتصاد الماركسي.
قدم جون شارل لينارد دي سيسموندي الاقتراح الأول لجذور الأزمة النظامية. «السمة المميزة لتحليل سيسموندي هي توجهه إلى نموذج ديناميكي صريح بالمعنى الحديث لهذه العبارة... إن ميزة سيسموندي العظيمة هي أنه استخدم -بشكل منهجي وصريح- مخطط الفترات، أي أنه كان أول من مارس الطريقة الخاصة بالديناميكيات المسماة تحليل الفترة». امتدح ماركس سيسموندي وبنى على الرؤى النظرية له. لفتت روزا لوكسمبورغ وهنريك غروسمان الانتباه إلى عمل سيسموندي، حول طبيعة الرأسمالية، وأشار غروسمان بشكل خاص إلى كيفية مساهمة سيسموندي في تطوير سلسلة من مفاهيم ماركس بما في ذلك نظرية الأزمات باعتبارها ضرورة للرأسمالية وناشئة عن تناقضاتها بين قوى وعلاقات الإنتاج، بالإضافة إلى الاستخدام والقيمة التبادلية، والإنتاج والاستهلاك، ورأس المال والعمل المأجور. كان كتابه «التلميح... الأشكال البرجوازية مؤقتة فقط» مميزًا.
ذكر جون ستيوارت مل في كتابه من اتجاه الأرباح إلى الحد الأدنى الذي يشكل الفصل الثالث من الكتاب الرابع من مبادئ للاقتصاد السياسي، والفصل الخامس: عواقب اتجاه الأرباح إلى الحد الأدنى، يقدم لمحة عن الفهم المقبول آنذاك لعدد من العناصر الرئيسية، بعد دافيد ريكاردو، ولكن بدون العمل النظري لكارل ماركس من النظرية التي نشرها فريدريك إنجلز في «رأس المال»، المجلد الثالث.
كانت نظرية الأزمات لماركس مفهومة جزئيًا فقط حتى بين الماركسيين البارزين في بداية القرن العشرين. ملاحظاته، «كتب الأزمات" [دفاترB84، وB88، وB91] ما تزال غير منشورة ونادرًا ما يشار إليها. حاولت مجموعة صغيرة نسبيًا -بما في ذلك روزا لوكسمبورغ ولينين- الدفاع عن الآثار الثورية للنظرية، في حين جادل آخرون، أولًا إدوارد برنشتاين ثم رودولف هيلفردينج ضد استمرار تطبيقها، وأسسوا بالتالي أحد المبادئ الأساسية من أجل مراجعة تفسير أفكار ماركس بعد ماركس.
على الرغم من محاولة هنري هيندمان تقديم نظرية ماركس للأزمة ونشرها والدفاع عنها في المحاضرات التي ألقيت في 1893 و1894 ونشرت في عام 1896، لكن هنريك غروسمان في عام 1929 هو الذي نجح فيما بعد في إنقاذ عرض نظرية ماركس... «كان أول ماركسي يستكشف بشكل منهجي ميل التكوين العضوي لرأس المال إلى الارتفاع ومن ثم انخفاض معدل الربح باعتباره ميزة أساسية لتفسير ماركس للأزمات الاقتصادية في رأس المال». على ما يبدو بشكل مستقل تمامًا، لفت ساميتسو كوروما أيضًا في عام 1929 الانتباه إلى الأهمية الحاسمة لنظرية الأزمات في كتابات ماركس، وأقر بالصلة الصريحة بين نظرية الأزمات ونظرية الإمبريالية.
بعد الانتكاسات الواسعة لسياسة الطبقة العاملة المستقلة، شهد التدمير الواسع النطاق لكل من الناس والممتلكات وقيمة رأس المال،  في الثلاثينيات والأربعينيات محاولات من أجل إعادة صياغة تحليل ماركس مع عواقب أقل ثورية، على سبيل المثال في مفهوم جوزيف شومبيتر للدمار الإبداعي وعرضه لنظرية أزمة ماركس مقدمة لجوانب ما دافع عنه شومبيتر وآخرون على أنه مجرد نظرية لدورة الأعمال. «... أكثر من أي اقتصادي آخر، حدد ماركس دورات مع عملية إنتاج وتشغيل مصانع ومعدات إضافية».
قدم أنور شيخ في عام 1978، وأرنست ماندل دراسة استقصائية للنظريات المتنافسة حول الأزمات في مختلف مجالات الاقتصاد السياسي والاقتصاد في «مقدمة» لنسخة البطريق من نسخة ماركس «رأس المال» المجلد الثالث خاصة في فصل: النظريات الماركسية للأزمة (ص 38 وما يليها) إذ تكلم ماندل أكثر عن الارتباك النظري حول هذا السؤال في ذلك الوقت، حتى بين الماركسيين المدروسين والمؤثرين، أكثر من رحلة أو مقدمة لنظرية الأزمة لماركس.
كانت هناك محاولات خاصة في فترات النمو والتوسع الرأسماليين، لا سيما في ازدهار ما بعد الحرب الطويل من أجل تفسير هذه الظاهرة والقول إن تصريحات ماركس القوية ذات الطابع الأساسي «القانوني» في ظل الرأسمالية قد تُغلب عليها في الممارسة، نظريًا أو في كلا المجالين. ونتيجة لذلك، كانت هناك تحديات مستمرة لهذا الجانب من الإنجاز النظري وسمعة ماركس. جادل كينز احتمالية إشارة «الأزمة» إلى دورة انكسار حادة بشكل خاص للازدهار المنتظم ونمط الانهيار للتطور الرأسمالي «الفوضوي»، التي يمكن أن تستمر في التطور إلى ركود أو كساد في حال عدم اتخاذ أي إجراء.
استمر الجدل من حيث نظرية المادية التاريخية، أن مثل هذه الأزمات سوف تتكرر حتى تتحد العوامل الموضوعية والذاتية من أجل تحفيز الانتقال إلى النمط الجديد للإنتاج إما عن طريق الانهيار المفاجئ في أزمة نهائية أو التآكل التدريجي للاعتماد على المنافسة والهيمنة الناشئة للتعاون.[بحاجة لمصدر]

## أسباب الأزمات
اعتبر كارل ماركس أن نظريته في الأزمات هي أهم إنجاز نظري له. إذ قدمه في أكثر صوره تطورًا مثل قانون ميل معدل الربح إلى الانخفاض مع مناقشة مختلف الاتجاهات المضادة، والتي قد تبطئ أو تعدل تأثيرها. «لاحظ رومان روسدولسكي اختتام ماركس بالقول إن قانون اتجاه معدل الربح إلى الانخفاض هو من جميع النواحي أهم قانون للاقتصاد السياسي الحديث... على الرغم من بساطته، فإنه لم يُدرك من قبل بل وحتى أقل وضوحا... إنه من وجهة النظر التاريخية الأكثر قانون مهم». إحدى السمات الرئيسية لهذه العوامل النظرية هي أن أيًا منها ليست طبيعية أو عرضية في الأصل ولكنها تنشأ بدلًا من ذلك من العناصر النظامية للرأسمالية وسيلة للإنتاج والنظام الاجتماعي الأساسي. «إن العائق الحقيقي للإنتاج الرأسمالي هو رأس المال نفسه».
وصف ماركس قانون انخفاض معدل الربح، والنتيجة غير المتوقعة لدافع الربح، أنه «قانون ذو وجهين له نفس الأسباب المؤدية إلى انخفاض في معدل الأرباح وزيادة متزامنة في كتلة الأرباح»،  «وباختصار، فإن نفس التطور في الإنتاجية الاجتماعية للعمل يعبر عن نفسه في سياق التطور الرأسمالي من ناحية في اتجاه الانخفاض التدريجي لمعدل الربح، ومن ناحية أخرى في التطور التدريجي زيادة الكتلة المطلقة لقيمة الفائض أو الربح المخصص؛ بحيث يصاحب الانخفاض النسبي لرأس المال والربح المتغير زيادة مطلقة في كليهما».

## أزمات أم دورات؟
في عام 1929، نشرت الأكاديمية الشيوعية في موسكو «الدورة الرأسمالية: مقال عن النظرية الماركسية للدورات»، تقرير عام 1927 من قبل المنظر البلشفي بافيل ماكساكوفسكي إلى الحلقة الدراسية حول نظرية التكاثر في معهد الأساتذة الأحمر في الأكاديمية الشيوعية. يشرح هذا العمل العلاقة بين الأزمات ودورات العمل العادية على أساس الاختلال الديناميكي الدوري لمخططات الاستنساخ في المجلد 2 من «رأس المال». يرفض هذا العمل النظريات المختلفة التي وضعها الأكاديميون «الماركسيون». ويوضح على وجه الخصوص أن انهيار الأرباح بعد الطفرة والأزمة ليس نتيجة أي اتجاه طويل المدى بل هو ظاهرة دورية. يعتمد الانتعاش بعد الكساد على استبدال التقنيات كثيفة العمالة التي تصبح غير اقتصادية بأسعار منخفضة وهوامش الربح بعد الانهيار. يأخذ هذا الاستثمار الجديد في تكنولوجيا أقل عمالة مكثفة حصة سوقية من المنافسين من خلال الإنتاج بتكلفة أقل مع خفض متوسط معدل الربح ويشرح بالتالي الآلية الفعلية للنمو الاقتصادي مع التكنولوجيا المحسنة واتجاه المدى الطويل لمعدل الربح ليقع أو يسقط. يؤدي الانتعاش في نهاية المطاف إلى ازدهار آخر لأن التأخير في الحصول على استثمار رأس المال الثابت يؤدي إلى الأسعار التي تستمر في هذا الاستثمار حتى تؤدي المشاريع المكتملة في النهاية إلى الإفراط في الإنتاج والانهيار.